# اللونجا
قالب اللونجا هو أحد القوالب الموسيقية الشرق أوسطية (العربية- التركية)، ويؤدى غالباً في نهاية الموشحات، حيث يتيح للعازفين الفرصة لإبراز مهاراتهم وبراعتهم في العزف. يعود أصل اللونجا إلى الموسيقى التركية، وقد استُمدّ من الرقصات الشعبية القديمة نظراً لاتصاله بشعوب البلقان، التي تتسم موسيقاها بالحيوية والسرعة.      
يتميز هذا القالب بإيقاعه السريع، ويعتمد غالباً على ميزان 4/2 البسيط، كما قد يُصاغ أحياناً في ميزان 6/8، وهو ميزان ثنائي مركب. تُعد اللونجا من أصغر القطع الموسيقية العربية، تتشابه في بُنيتها مع قوالب البشرف والسماعي، حيث تتكون عادةً من أربع خانات وتسليم، وفي بعض الأحيان تقتصر على ثلاث خانات فقط.          